# بول ووماك
بول ووماك (بالإنجليزية: Paul Womack)‏ هو قاضي ومحامي أمريكي، ولد في 1 أبريل 1947.